# Republica de la Užice
Republica de la Užice (adesea scrisă cu ghilimele „Republica de la Užice”, în sârbă Užička Republika, cu alfabetul chirilic: Ужичка република) a fost un teritoriu iugoslav eliberat, organizat ca un mini-stat militar, care a existat din toamna anului 1941 pentru o scurtă perioadă de timp în Iugoslavia ocupată de naziști, mai exact în partea vestică a Serbiei. Republica a fost înființată de mișcarea de rezistență a partizanilor și administrată din orașul Užice.

## Istorie
Republica de la Užice cuprindea aproape toată partea vestică a Serbiei și avea o populație de mai bine de 300 000 de persoane. Era situată între linia Valjevo-Bajina Bașta în nord, râul Drina în vest, râul Morava Mare în est și regiunea Sandžak în sud.
Guvernul era format din „consilierii poporului” (odbori) iar comuniștii au deschis școli și publicat un ziar numit Borba (însemnând „Lupta”). Au reușit chiar să administreze un sistem poștal și aproximativ 145 de kilometri de cale ferată și să producă o fabrică de muniție din pivnițele băncii din Užice.
În noiembrie 1941, în așa numita „prima-ofensivă”, trupele germane au reocupat acest teritoriu, în timp ce majoritatea partizanilor au fugit către Bosnia, Sandžak și Muntenegru, regrupându-se la Foča, în Bosnia.

## Trivia
Filmul istoric Republica de la Užice din 1974 descrie evenimentele din scurta perioadă a Republicii de la Užice.

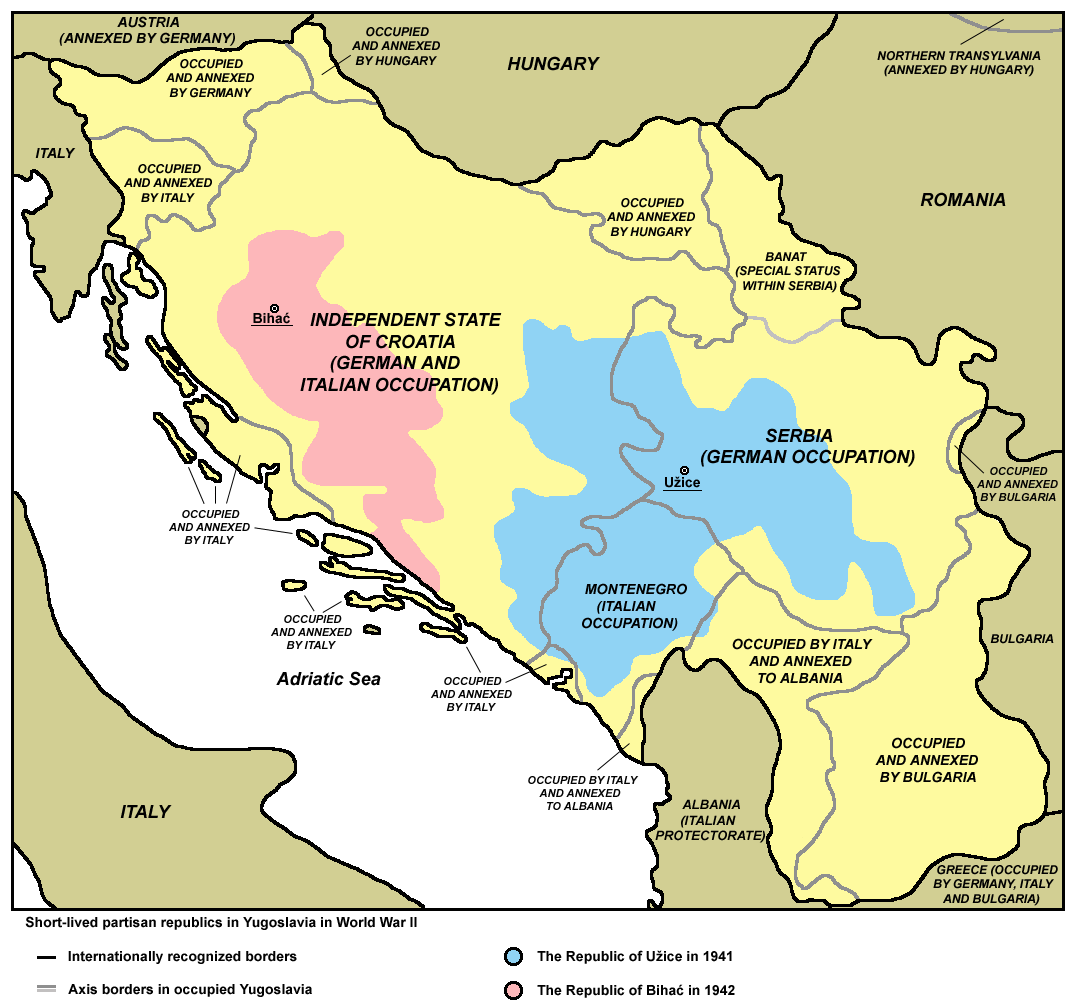
Republica de la Užice în cadrul Serbiei din Al Doilea Război Mondial
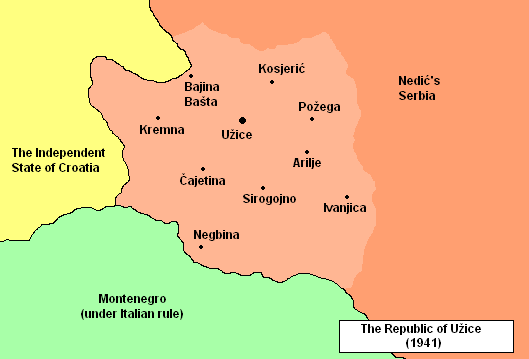